# Osiemnastozgłoskowiec jambiczny
Osiemnastozgłoskowiec jambiczny, także ośmiostopowiec jambiczny hiperkatalektyczny w średniówce i klauzuli – format wiersza sylabotonicznego, stanowiący podwojenie jambicznego dziewięciozgłoskowca, coraz bardziej popularny w poezji współczesnej. Występuje on głównie w tłumaczeniach z angielskiego (na przykład z Johna Keatsa) i innych języków. Format ten zastosował Kazimierz Przerwa-Tetmajer w dialogowym wierszu Salomon i Sulamitka:

SULAMITKA.
Twe oczy jak pochodnie gorą, od których noc się rozpłomienia.
SALOMON
Wśród rzęs twe oko jak jezioro, które nadwodny gaj ocienia.
SULAMITKA.
Twe usta są jak wiśni grona purpurą malowane ciemną.
SALOMON
Ust twoich róża rozchylona motyle nęci ponademną.